# Muza (album)
Muza – szesnasty album studyjny zespołu Dżem wydany w 2010 roku. Jest to drugi album grupy nagrany z Maciejem Balcarem jako wokalistą. Jest to także pierwsza płyta zarejestrowana bez udziału zmarłego w 2005 roku klawiszowca Pawła Bergera. Muzyka zastąpił Janusz Borzucki znany z występów w formacji Gang Olsena. Album promowały utwory „Do przodu”, „Szara mgła” i „Partyzant”.
W skład wydawnictwa wchodzi płyta CD z dwunastoma premierowymi utworami oraz płyta DVD, na której znalazł się film zarejestrowany podczas tworzenia albumu oraz wywiady z członkami zespołu. Nagrania zostały zarejestrowane wiosną 2010 roku w studiu Polskiego Radia Katowice. Miksowanie w warszawskim Media Studio wykonał Piotr Chancewicz.
Album dotarł do 1. miejsca listy OLiS w Polsce i uzyskał status platynowej płyty.

## Lista utworów
Źródło:Discogs.
| Nr  | Tytuł utworu            | Tekst                             | Muzyka                | Długość |
| --- | ----------------------- | --------------------------------- | --------------------- | ------- |
| 1.  | „Koniecznie”            | Maciej Balcar                     | Beno Otręba           | 5:47    |
| 2.  | „Partyzant”             | Maciej Balcar                     | Zbigniew Szczerbiński | 5:42    |
| 3.  | „Ani dużo, ani mało”    | Marek Robaczewski                 | Beno Otręba           | 6:52    |
| 4.  | „Bujam się”             | Michał Zabłocki                   | Maciej Balcar         | 6:24    |
| 5.  | „Wolności dni”          | Robert Kasprzycki                 | Beno Otręba           | 4:57    |
| 6.  | „To wszystko co mam”    | Maciej Balcar                     | Zbigniew Szczerbiński | 7:27    |
| 7.  | „Do przodu”             | Maciej Balcar                     | Maciej Balcar         | 4:35    |
| 8.  | „Za to, że żyje”        | Mirosław Bochenek                 | Maciej Balcar         | 6:12    |
| 9.  | „Leci muza”             | Maciej Balcar                     | Janusz Borzucki       | 9:18    |
| 10. | „Nie patrz tak na mnie” | Maciej Balcar, Krzysztof Feusette | Beno Otręba           | 5:05    |
| 11. | „Strach”                | Maciej Balcar                     | Beno Otręba           | 6:22    |
| 12. | „Szara mgła”            | Maciej Balcar                     | Beno Otręba           | 5:31    |
|     |                         |                                   |                       | 1:14:12 |

## Twórcy
Źródło.
Zespół Dżem w składzie
- Maciej Balcar – śpiew
- Janusz Borzucki – instrumenty klawiszowe
- Adam Otręba – gitara
- Beno Otręba – gitara basowa
- Jerzy Styczyński – gitara
- Zbigniew Szczerbiński – perkusja

oraz
- Piotr „Dziki” Chancewicz – produkcja muzyczna, miksowanie
- Jarosław Blaminsky – zdjęcia, projekt oprawy graficznej
- Przemysław Bochnacki – projekt oprawy graficznej